# Oude Gemeentelijke Begraafplaats Kerkweg-West
De Oude Gemeentelijke Begraafplaats is een algemene begraafplaats aan de Kerkweg-West in de Nederlandse plaats Waddinxveen. Op de begraafplaats zijn meerdere oorlogsgraven aanwezig. De aula werd in 2016 een Gemeentelijk monument.

## Afbeeldingen

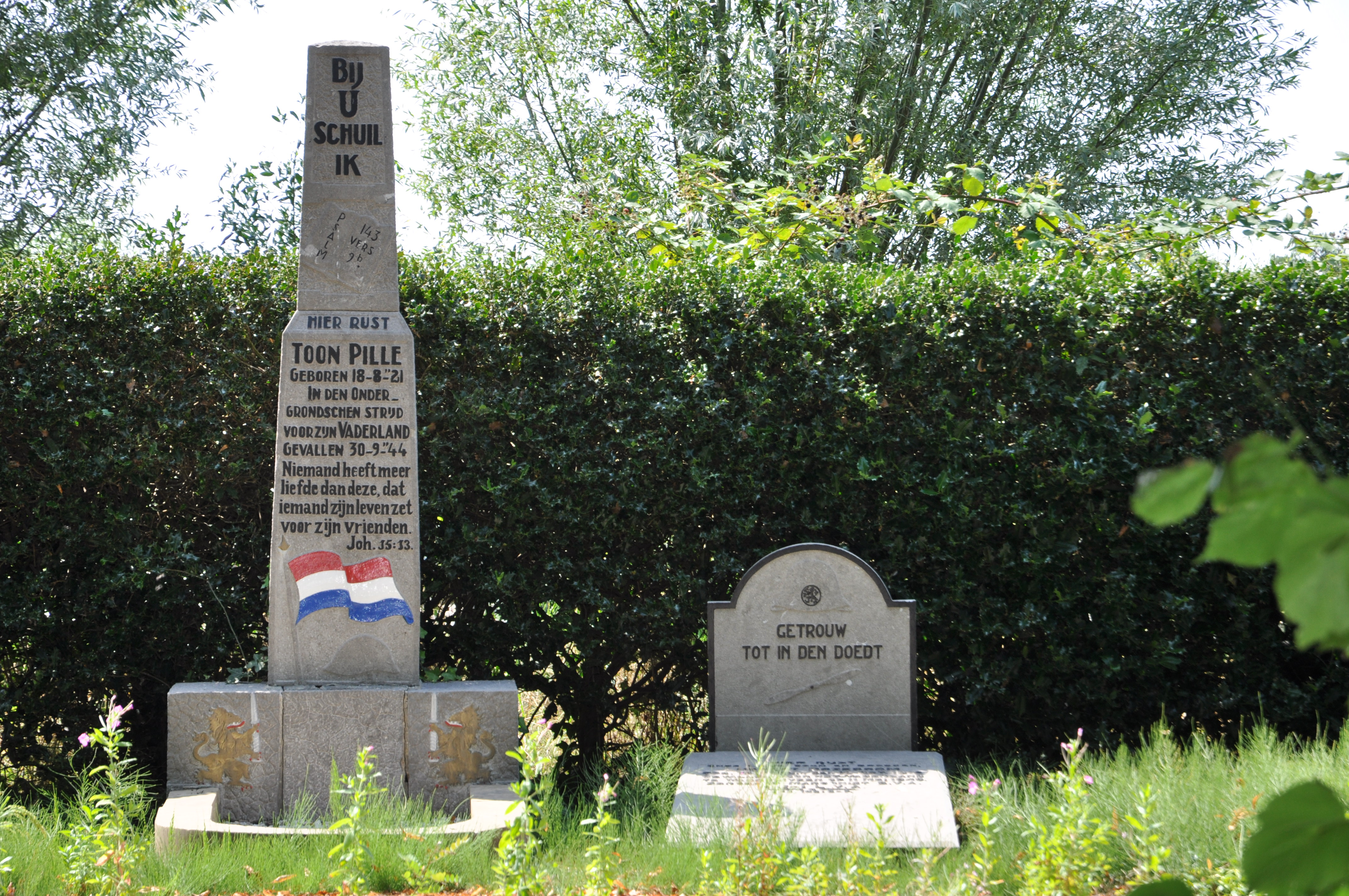
Oorlogsgraven
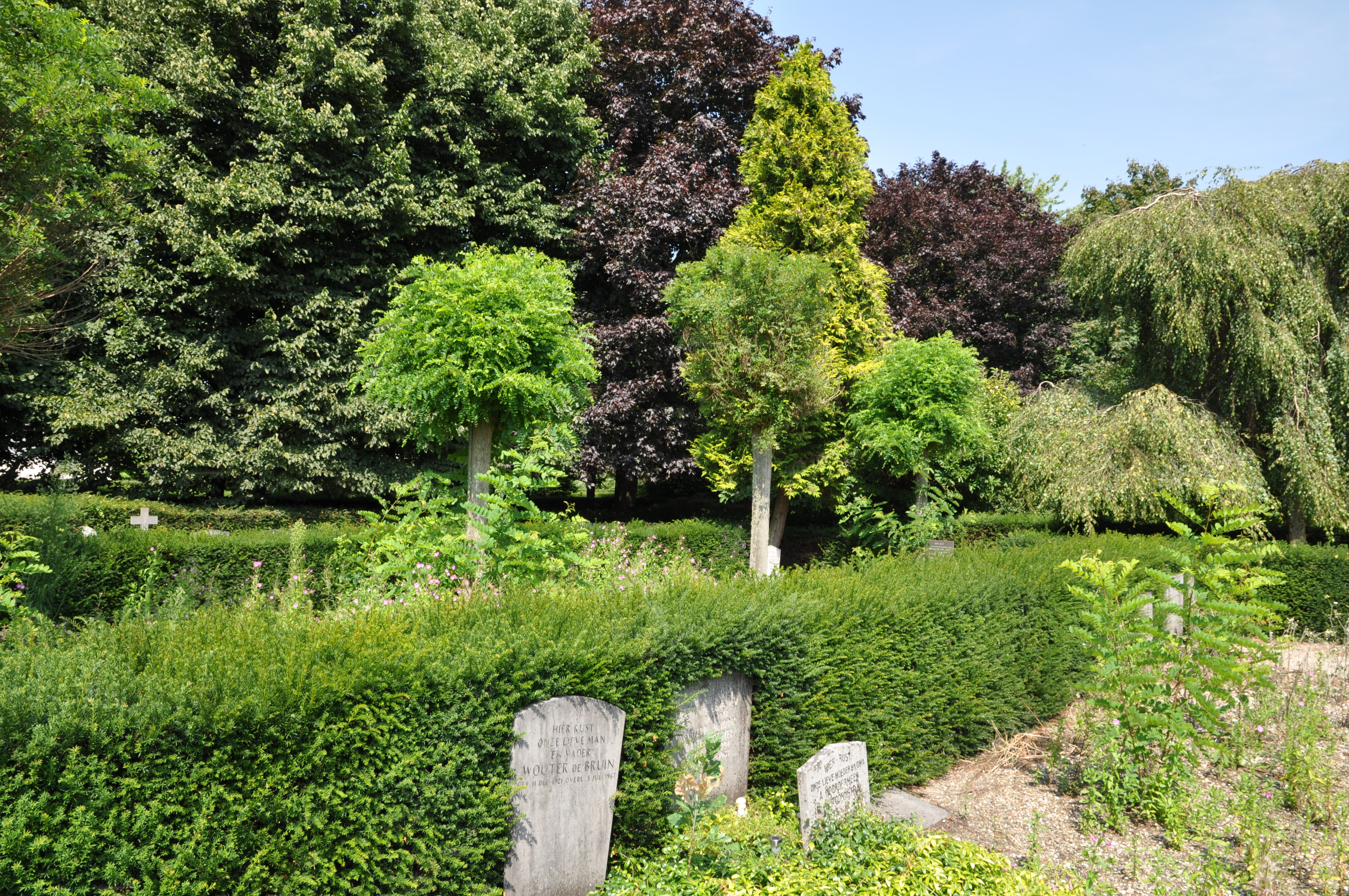
Overzicht
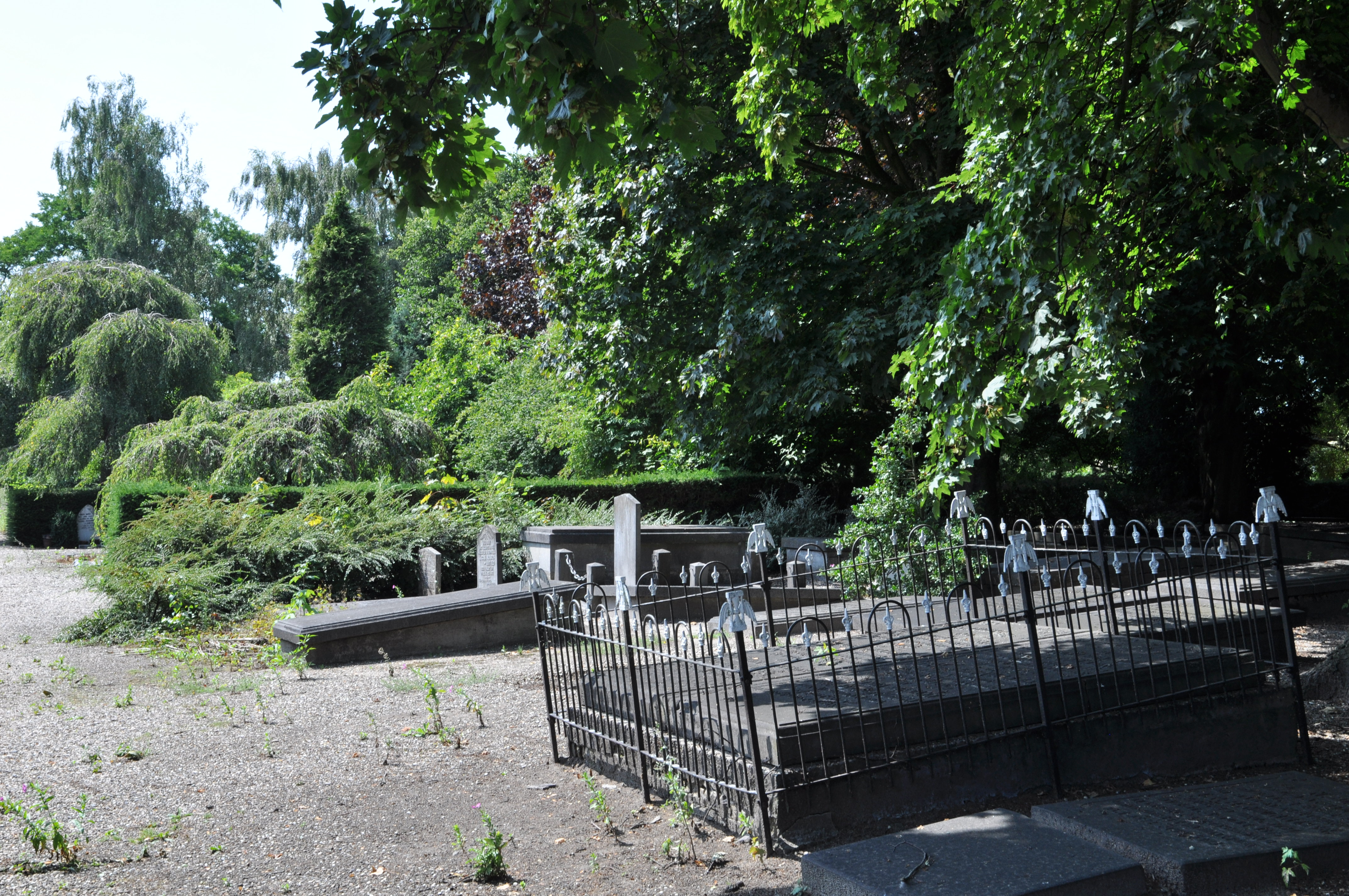
Oude graven
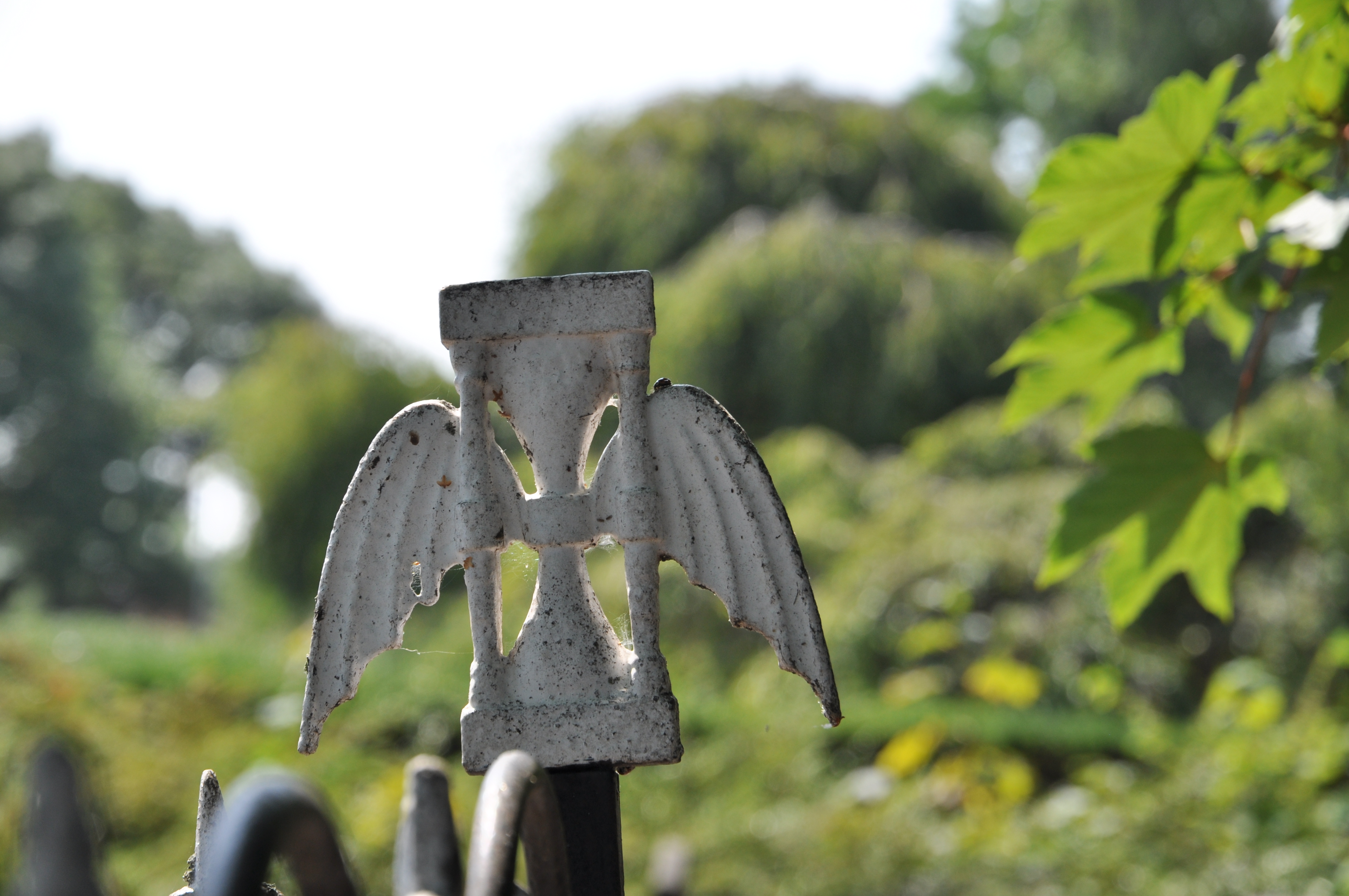
Detail van een grafhek: zandloper met vleugels als symbool van de tijd die verstrijkt